# キャンディ

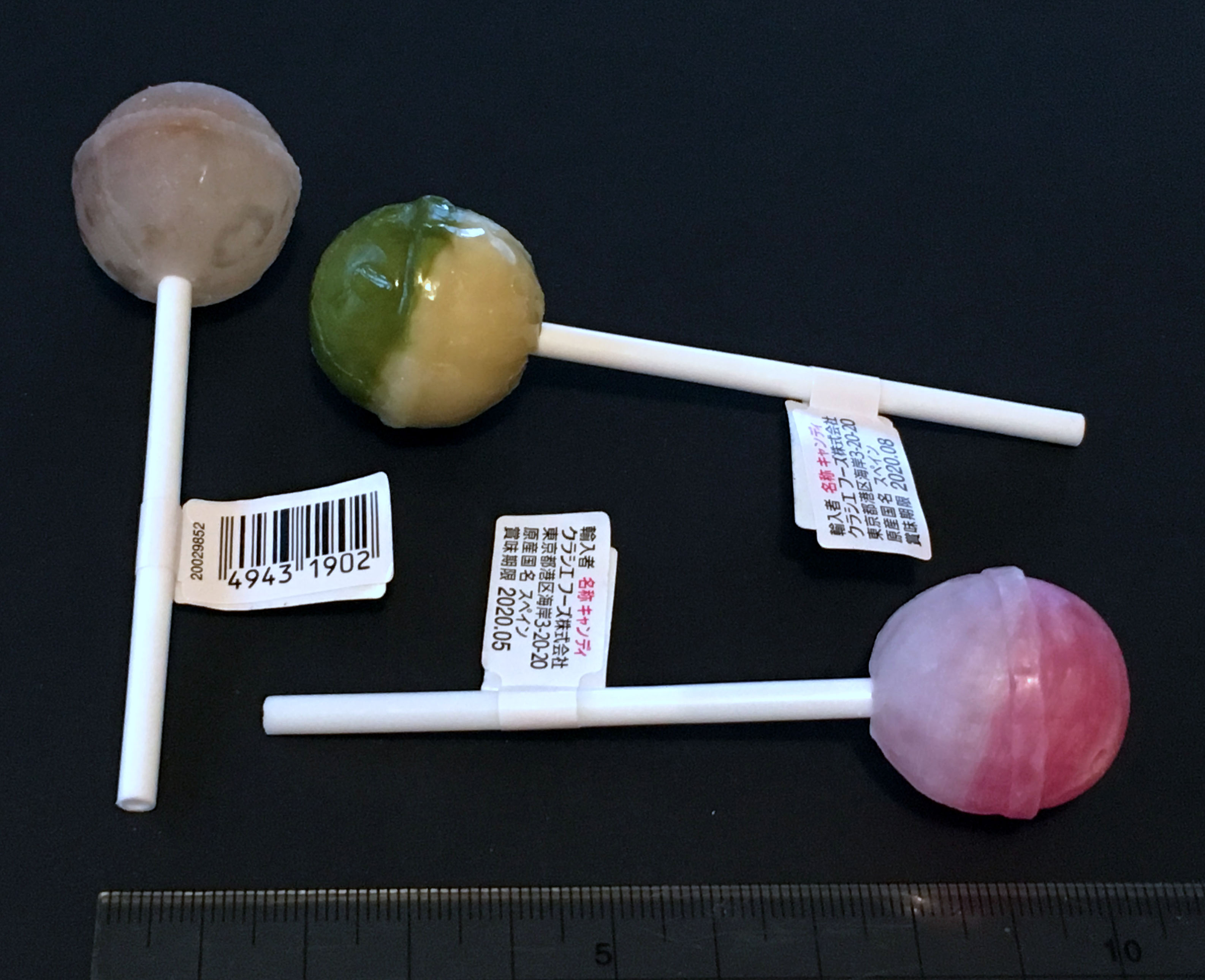
一般的なキャンディー（チュッパチャプス）

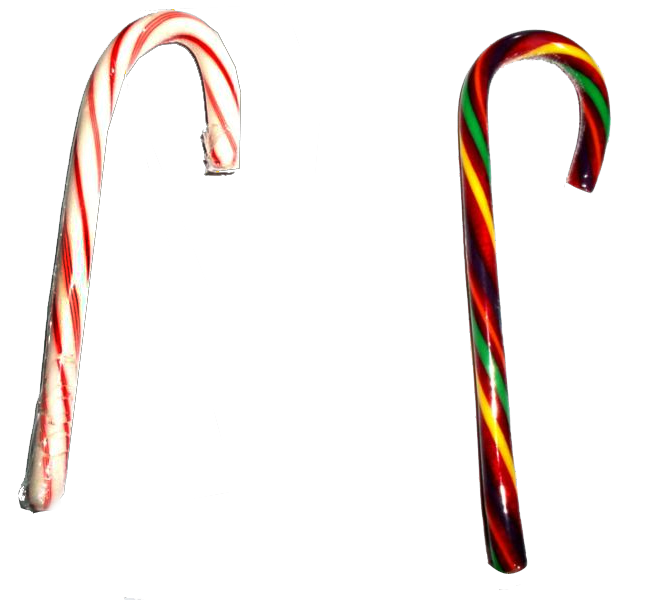
杖形のキャンディー

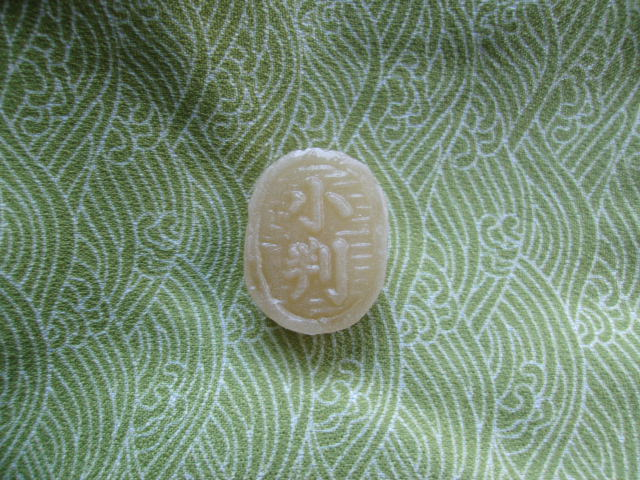
小判の形をしたキャンディー

キャンディ (candy) は砂糖や水飴を主原料とする菓子の総称。西洋風の飴・砂糖菓子の種類。キャンディー、キャンデーとも呼ぶ。
日本では、砂糖や水飴を主原料として、煮詰めた後に冷し固める。副原料としてクリームやバター、チョコレート、香料、増粘剤、酸味料などが用いられるものとされているが、チョコレートやナッツを固めたものなど、各国その地域により千差万別である。

## 語彙
語源は、アラビア語の qand（砂糖）からきたという説、ラテン語の can（砂糖）とdi（型に流し入れて固める）からきたという説、インドの古い菓子 kandi（棒の先に砂糖の結晶のついたもの）からきたという説、ラテン語の結晶の意からきたという説など、いくつかの説がある。
candy はどちらかといえばアメリカ英語で、氷砂糖や、スニッカーズのようなチョコレート菓子も含む。たとえば、英語で candy bar とは、スニッカーズのようなスナックバーのことであり、棒状の飴ではない。
イギリスなど北米以外の英語圏では、sweets（不可算名詞） というのが一般的である。ただしイギリス英語での sweets はデザートを含む甘い食品全般という意味を持つ。

## 種類
キャンディにはハードキャンディとソフトキャンディがある。煮詰めるときの温度により、高温で加熱して硬く仕上げるものをハードキャンディ、低温で加熱して柔らかく仕上げるものをソフトキャンディーという。
ハードキャンディにはドロップ、タフィ、バタースコッチなどが、ソフトキャンディにはキャラメル、ヌガー、マシュマロなどがある（ただし、貿易統計ではキャラメルはキャンディ類に含めない）。
また、ソフトキャンディの変形としてチューイングガムのように噛んで味わうことができるチューイングキャンディと呼ばれるものも存在する。

## 棒付きのキャンディ
棒付きのハードキャンディは、日本では「ペロペロキャンディ」と呼ばれ、英語ではロリポップ (lollipop) と呼ばれる。
また棒付きの氷菓子は、日本では「アイスキャンディ」と呼ばれ、英語ではアイスポップという。ブランド名であるポプシクル (popsicle) と呼ばれることもある。

## 医薬品
のど飴など、薬効成分を含むものがある。ヴィックスドロップや浅田飴、南天のど飴など。

## 主なキャンディメーカー

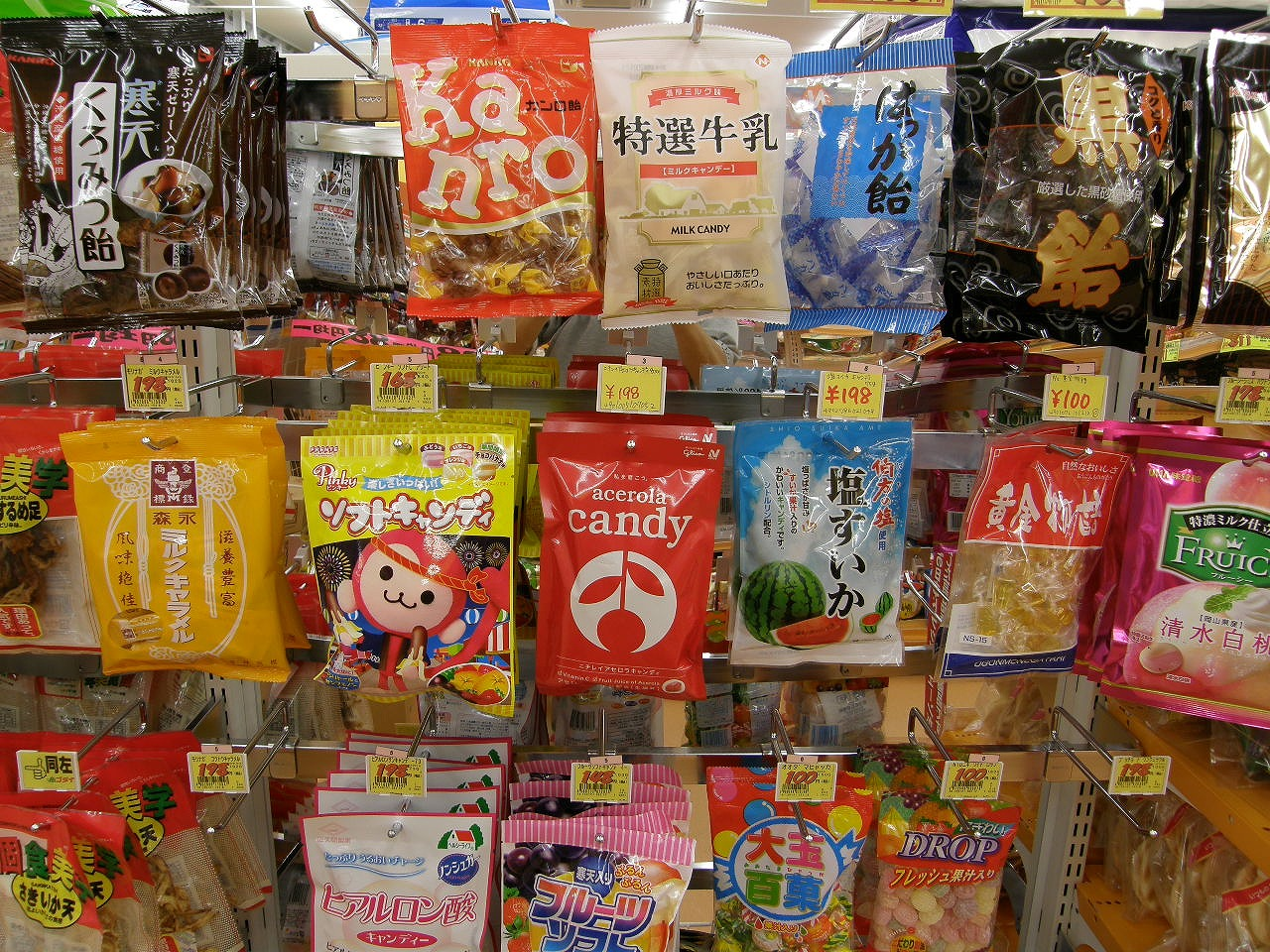
スーパーマーケットに並ぶ日本メーカーのキャンディ

- アウグスト・シュトルク（ドイツ語版）
- アサヒフードアンドヘルスケア（アサヒ飲料の清涼飲料水をキャンディー化）
- アトリオン製菓（丸紅の子会社）（旧：明治産業（明治の子会社））
- 江崎グリコ
- オークラ製菓
- 春日井製菓
- カバヤ食品
- カンロ
- キャドバリー (Cadbury)
- 佐久間製菓 - 2023年1月20日廃業
- サクマ製菓 - 戦後に後継者争いにより佐久間製菓から分裂
- 三星食品（テイカロ）（キャドバリーが友好的買収）
- 扇雀飴本舗
- 那智黒総本舗（那智黒）
- ネスレ (Nestlé)
- ノーベル製菓
- パイン
- 不二家
- 冨士屋製菓
- PEZ
- マース (Mars)
- ネッコ（英語版） - バレンタインデーの時期に販売されるスウィートハーツで知られる。
- 明治
- 明治チューインガム（明治の子会社）
- 名糖産業
- UHA味覚糖
- ライオン菓子
- リボン
- ロッテ
- ロッテ製菓
- 評判堂
- 榮太樓總本鋪
- 川口製菓
- 入江製菓
- 飴谷製菓
- ロマンス製菓
- 永田製飴
- 秋山製菓